# 华裔法国人
华裔法国人（法語：chinois français）指具有华裔血统的法国国民。目前华裔法国人的数量尚未有确切的统计数据，2010年時學者估計华裔法国人和旅居法國的非法籍華人合計约有60−70万人。

## 历史
谁是第一个华裔法国人目前尚无确切的说法，目前的资料显示在1684年时已有大清国国民沈福宗抵达法国并受到法国国王路易十四的接见。
第一次世界大战期间，中华民国向法国派出了大量的劳工支援法国的建设，第一次世界大战结束之后，部分华工留了下来并加入了法国国籍。
20世纪60、70年代，大量东南亚华人（主要為前法國殖民地越南，寮國和柬埔寨）因为法越战争、美越战争的关系而迁往法国。
1978年中华人民共和国政府实行改革开放政策之后，中华人民共和国同法国的人员交流开始加大，部分中国人在法国学习或工作一段时间后选择了加入法国国籍。2002年3月5日，最後一位在世的法國一戰華工朱桂生於法國西部拉罗谢尔辭世。

## 來源

### 浙江溫州
來自溫州及浙江其他地區的華人是規模最大的華人社群，人口約35萬人（2010年）。最早的華人移民在19世紀抵达法國，為生產中國陶瓷的溫州商人。第一次世界大戰期間，在法國工作的10萬華裔勞工絕大多數來自山东河北等北方地區，戰爭結束後一小部分仍然留在法國。1970至1980年代，大量溫州人來到法國，形成最大的華人社群

### 法屬印度支那（越南、寮國、柬埔寨）
1975年越戰結束後，大量法屬印度支那華人（前法國殖民地越南，寮國和柬埔寨）移民法國（2010年），人口約為15萬。由於受過法國殖民背景，大部分的法屬印度支那華人很快融入法國社會，成為法國華人最集中的社群。多數來自越棉寮的華人屬於潮州人和廣府人；潮州話為印度支那華人最常使用的漢語，粵語也被普遍使用，並作為商業上和社群內的語言。法屬印度支那華人大部分來自越南（南越），少數來自寮國和柬埔寨。

### 中國東北
過去十年來，華人新移民大部分來自中國東北。截至2010年的人口約為15,000人。在這個華人社群中女性的人數大大超過男人，由於對家鄉的生活不太滿意，他們來到法國建立新的生活方式。來自東北的華人社群教育水平與印度支那的華人差不多而高於溫州移民。東北移民主要使用官話（包含現代標準漢語）。

## 著名华裔法国人
- 高行健，作家，诺贝尔文学獎得主。
- 米兰妮·让帕诺米，法国演员。
- 黃祥興，香港演員。
- 嚴培明，畫家。